# مارتينا جليداتشيفا
مارتينا جليداتشيفا (بالبلغارية: Мартина Гледачева)‏ مواليد 12 مارس 1991 في بلوفديف، هي لاعبة كرة مضرب بلغارية بدأت مسيرتها كمحترفة سنة 2008 تلعب باليد اليمنى. أعلى تصنيف لها في الفردي كان المركز الـ 399 في سنة 2011. أعلى تصنيف لها في الزوجي كان المركز الـ 502 في سنة 2011.

## روابط خارجية
- مارتينا جليداتشيفا على موقع رابطة محترفات التنس (الإنجليزية)
- مارتينا جليداتشيفا على موقع الاتحاد الدولي لكرة المضرب (الإنجليزية)
- مارتينا جليداتشيفا على موقع كأس بيلي جين كينغ (الإنجليزية)
- مارتينا جليداتشيفا على موقع إي إس بي إن.كوم (الإنجليزية)